# ميخال سيدزيفوي
 ميخال سيدزيفوي (1566-1636) (بالبولونية Michał Sędziwój أو Sędzimir، وباللاتينية Sendivogius) من سلالة شعار النبلاء أوستويا البولندي. كان طبيباً بولندي وخيميائياً، و فيلسوفاً .
وكان رائداً للكيمياء، وقال انه وضع سبل تنقية وإنشاء مختلف الأحماض , والمعادن والمركبات الكيميائية الأخرى. اكتشف أن الهواء ليس مادة واحدة ولكنه يحتوي على مادة سميت لاحقاً، الواهبة للحياة أو الأكسجين كان ذلك قبل 170 سنة من اكتشافات مماثلة من قبل شيله وبريستلي. و قد حدد بدقة أن ذلك صحيح، هذا "الغذاء الواهب الحياة أي الغاز (الأكسجين ) المنبعث من تسخين ملح البارود (الملح الصخري). كان لهذه المادة المركزية، ملح البارود، موقع مركزي في مخطط سيدزيفوي للكون.